# Amaxia laurentia
Amaxia laurentia là một loài bướm đêm thuộc phân họ Arctiinae, họ Erebidae.